# Neuville-sur-Escaut
Neuville-sur-Escaut település Franciaországban, Nord megyében. Lakosainak száma 2759 fő (2022. január 1.). Neuville-sur-Escaut Lourches, Bouchain, Douchy-les-Mines, Lieu-Saint-Amand és Noyelles-sur-Selle községekkel határos.

## Népesség
A település népességének változása:
| Lakosok száma | 2631 | 2698 | 2714 | 2702 | 2695 | 2688 | 2688 | 2757 | 2759 |
|               | 2013 | 2015 | 2016 | 2017 | 2018 | 2019 | 2020 | 2021 | 2022 |